# نیک کاساوتیس
نیک کاساوتیس (به انگلیسی: Nick Cassavetes) (زاده ۲۱ می ۱۹۵۹) کارگردان، بازیگر و فیلم‌نامه‌نویس آمریکایی است.
از فیلم‌های معروف او می‌توان به فیلم طلوع ماه سیاه (۱۹۸۶)، شبح (۱۹۸۶)، تغییر چهره، جان کیو، نوت بوک (۲۰۰۴)، نگهبان خواهر من (۲۰۰۹)، زن دیگر (۲۰۱۴)، آلفا داگ (۲۰۰۶) و مردان مشخص شده اشاره کرد.